# کیسیلیانوس
کیسیلین یا کیسیلیانوس (به انگلیسی: Caecilianus) در سال ۳۱۱ پس از میلاد مسیح، اسقف اسقف‌نشینی کارتاژ در شمال آفریقا شد. انتصاب او به عنوان اسقف منجر به مناقشه دوناتیسم در امپراتوری روم پسین شد. او همچنین یکی از تنها پنج اسقف غربی در اولین شورای نیقیه بود. امپراتور کنستانتین با دخالت در ماجرا، ابتدا او را احضار کرد و در ایتالیا بازداشت کرد اما در ۱۰ نوامبر ۳۱۶ او را تبرئه کرد. کیسیلیانوس تا سال ۳۴۵ زندگی کرد.

## پیشینه بحث
کیسیلین یک اسقف کارتاژ بود که از اسقف خود منسوریوس در مخالفت با «فرقه متعصب شهادت» حمایت می‌کرد. منسوریوس از هر کسی که به میل خود خود را تسلیم دولت روم کرده، یا به داشتن نسخه‌هایی از کتاب مقدس که داشتن آن ممنوع شده ولی او این نسخه‌ها را رها نمی‌کنند و به این کار خود افتخار می‌کند، منع می‌کرد. برخی از این افراد جنایتکار و بدهکار به دولت بودند که فکر می‌کردند به این وسیله می‌توانند خود را از شر زندگی سخت خود خلاص کنند، یا خاطره اعمال ناشایست خود را از بین ببرند، یا حداقل پولی به دست آورند و در زندان از تجملاتی که توسط دولت ارائه می‌شود لذت ببرند.
یکی از شماس‌های (در مسیحیت از خادمان کلیسا) کارتاژ به نام «فلیکس آپتونگا» متهم به نوشتن نامه‌ای توهین‌آمیز علیه امپراتور ماکسنتیوس شد. گفته می‌شد که منسوریوس شماس خود را در خانه خود پنهان کرده و به روم احضار شد. او تبرئه شد، اما در سفر بازگشت درگذشت. او قبل از خروج از آفریقا، زیور آلات طلا و نقره کلیسا را به پیرمردان خاصی داده بود و همچنین فهرستی از این آثار را به زنی مسن داده بود تا آن را به اسقف بعدی برساند.
با مرگ منسوریوس (حدود ۳۱۱)، کیسیلیانوس به عنوان جانشین او معرفی شد. جهان دینی کارتاژ خود را به‌طور کلی به دو بخش تقسیم کرد، احزاب میانه‌رو و سخت‌گیران، یا موافقان و مخالفان اصول کیسیلیانوس. در رأس آن بانوی متدین و ثروتمندی به نام «لوسیلا» قرار داشت که به دلیل احترام خرافی به یادگار مقدس شهید‌ان توسط شماس بزرگ به شدت مورد سرزنش قرار گرفته بود.

## انتخابات
حزب سختگیر در اسقف‌نشینی کارتاژ می‌خواست جای خالی اسقف منسوریوس را با یکی از پیروان خود پر کند. دو کشیش، بوتروس و کالستیوس، که هر کدام انتظار داشتند انتخاب شوند، موفق شده بودند که فقط تعداد کمی از آرا را داشته باشند. کیسیلین، شماس بزرگ، به درستی توسط تمام مردم انتخاب شد، بر صندلی منسوریوس قرار گرفت و توسط «فلیکس آپتونگا»، اسقف آپتونگا تقدیس شد. پیرمردانی که مسئولیت گنج کلیسا را بر عهده داشتند، موظف بودند آن را واگذار کنند. آنها با بوتروس و کالیستیوس همراه شدند تا اسقف جدید را به رسمیت بشناسند.
سکوندوس از تیگیسیس، توسط حزب سختگیر به کارتاژ دعوت شده بود. او آمد، با حضور ۷۰ اسقف، فلیکس آپتونگا از آپتونگا به عنوان یک خائن به مذهب محکوم شد و در نتیجه ادعا شد که هر گونه انتصابی که توسط او انجام شود بی‌اعتبار است.
خود کیسیلین به شدت غیرضروری و بی رحمانه متهم شد. او را به عنوان "تیرانوس" و "کارنیفکس" ("قصاب") محکوم کردند. کیسیلین کلیسای جامع و کلیسای جامع کیپریان را در اختیار داشت و مردم با او بودند، به طوری که او حاضر نشد در مقابل مجلسی با تعصب حاضر شود. اما اعلام کرد که مایل است آنها را در تمام مسائل شخصی راضی کند و پیشنهاد داد، اگر حق با آنها بود، منصب اسقفی خود را واگذار کند و تسلیم مجدد شود.
سکوندوس از تیگیسیس اسقف نومیدیا، با تکفیر کیسیلین و حزبش و تعیین اسقف خود خواننده ماژورینوس، یکی از اعضای خانواده خانم لوسیلا، وارد عمل شد.

## شکاف
کلیسای شمال آفریقا وارد شکاف دینی شد. حزب کیسیلیانوس از حزب ماژورینوس جدا شد و دنیای مسیحیت با آتش‌سوزی، تکفیر، توهین، افترا و زدن اتهامات متقابل روبرو شد. هر دو طرف با اطمینان حمایت دولت را پیش‌بینی کردند. اما کنستانتین بزرگ که در آن زمان در گال بود، طرف کیسیلیانوس را گرفت. او در سخنان خود به مسیحیان استان، و در فرامینش به نفع کلیسای آنجا، صریحاً تصریح کرد که حزب ماژورینوس باید کنار گذاشته شود: به نظر او، نظرات آنها «دیوانگی» افراد «بی عقل» بود. " طرف سختگیر به عدالت امپراتور متوسل شد و خواستار تحقیق کامل در گال شد. کنستانتین موضوع را به میلتیادس (پاپ)، اسقف روم ارجاع داد.

## شورایی در رم
میلتیادس بومی آفریقا، و یک شهروند رومی بود. میلتیادس که نمی‌خواست رابطه‌اش را با امپراتور به خطر بیندازد، اما همچنین تمایلی به ریاست شورایی با نتیجه نامشخص نداشت، روند رسیدگی را به یک کلیسا تغییر داد و ۱۵ اسقف ایتالیایی را منصوب کرد، علاوه بر سه اسقف گالی که توسط امپراتور توصیه شده بودند.
۳۱۳ پس از میلاد در رم، در لاتران، به ریاست ملکیادس (میلتیادس)، شورای لاتران به مدت سه روز از ۲ تا ۴ اکتبر برگزار شد. هر طرف با ده اسقف ظاهر شد. دوناتوس مگنوس، اسقف نقرین (بخشی در الجزایر کنونی)، در نومیدیا (یک قلمروی پادشاهی باستانی)، رهبری حزب ماژورینوس را برعهده داشت. این فرایند بر اساس دادرسی مدنی رومی، با اصرار میلتیادس بر قوانین سختگیرانه شواهد و استدلال، الگوبرداری شد. این امر دوناتیست‌هایی را که شورا را بدون ارائه پرونده خود ترک کردند، ناامید کرد و همین امر باعث شد که میلتیادس به‌طور پیش‌فرض به نفع کیسیلیانوس حکمرانی کند. بنابراین شورا تنها پس از سه جلسه به پایان رسید. پاپ کاسیلیانوس را به عنوان اسقف کارتاژ حفظ کرد و آموزه‌های دوناتوس را محکوم کرد.
اتهامات شخصی علیه کیسیلیان بررسی و رد شد و حزب او نمایندگان کلیسای ارتدکس کاتولیک را اعلام کرد. اعلام شد که خود دوناتوس قوانین کلیسا را نقض کرده‌است و پیروان او فقط به شرط اتحاد مجدد با حزب کیسیلیان مجاز به حفظ حیثیت و مقام خود بودند. تلخی این تصمیم با پیشنهاد دوستانه سازش کیسیلیان اصلاح شد. اما پیشرفت‌های او رد شد و فریاد بی‌عدالتی بلند شد. سختگیران اصرار کردند که این اشتباه بود که نظر بیست نفر باید نظر هفتاد نفر را رد کند. و آنها ابتدا از کمیسران امپراتوری خواستند که مسائل را در خود کارتاژ بررسی کنند و سپس شورایی برای بررسی گزارش آنها و تصمیم‌گیری در مورد اطلاعات آن احضار شود. دوناتیست‌ها مجدداً به امپراتور متوسل شدند که او با تشکیل شورای آرل به خواست آنها پاسخ داد.

## شورای آرل
به دستور کنستانتین برای شورای آرل حقوقدانان به کارتاژ رفتند، اسناد را جمع‌آوری کردند، اظهارات شاهدان را جدول‌بندی کردند و گزارش خود را در برابر اسقف‌ها ارائه کردند. این شورا به ریاست اسقف مارینوس، در اسقف‌نشینی کاتولیک رومی آرل از حدود ۲۰۰ نفر تشکیل شده بود. بین چهل تا پنجاه رئیس در شورا توسط اسقف‌ها یا نمایندگان نیابتی نمایندگی می‌شد. اسقف‌های لندن، یورک و لینکلن آنجا بودند. پاپ سیلوستر یکم نمایندگان خود را فرستاد.
این شورا یافته‌های شورای رم را تأیید کرد و اعتبار انتخاب کیسیلین کارتاژی را بار دیگر تأیید کرد و تکفیر دوناتوس، اسقف نقرین را نیز تأیید کرد و اتهامی که علیه مقدس‌کنندهٔ کیسیلین، فلیکس مطرح شده بود را بی‌اساس دانست. این مهم‌ترین مجمع کلیسایی بود که جهان مسیحیت تاکنون به خود دیده بود. و تصمیمات آن برای کلیسا اهمیت دائمی داشت. بیست و دو قانون آن در مورد سوء استفاده‌های مختلف که از زمان آزار و اذیت دیوکلتیان (۲۸۴–۳۰۵) در زندگی کلیسایی رخنه کرده بود، از مهم‌ترین اسناد و مدارک تشریع اولیه کلیسایی است.

## تصمیم در میلان تأیید شد
بلافاصله درخواستی برای بررسی مجدد از شورا به خود امپراتور انجام شد. کنستانتین عصبانی شد. اما پس از مدتی تأخیر دستور داد تا شخصاً در مورد پاسخ سؤال صحبت کنند. این در سال ۳۱۶ بعد از میلاد در میلان رخ داد. امپراتور تصمیم‌های قبلی رم و آرل را تأیید کرد و قضاوت خود را با قوانین و احکامی که در آن اموال حزب ماژورینوس مصادره شد، آنها را از کلیساها محروم کرد و شورش آنها را با مرگ تهدید کرد، دنبال کرد.